# Église de l'Ecce Homo al Cerriglio
L'église de l'Ecce Homo al Cerriglio est une église de Naples située via del Cerriglio. Elle est dédiée à l'Ecce Homo.

## Histoire et description
L'église et son archiconfrérie sont fondées en 1620 par le Père Lorenzo Fasano sur des terrains appartenant à l'église Santa Maria la Nova et situés dans le quartier du Cerriglio. En 1656, l'archiconfrérie, qui disposait jusqu'alors de peu de moyens, parvient à réunir plus de fonds, grâce à des dons d'actions de grâce de donateurs ayant échappé à la grande peste.
L'édifice est compris dans l'îlot de l'église Santa Maria la Nova à laquelle il est réuni par une scala santa (escalier saint). L'intérieur présente une décoration rococo due à une restauration du XVIIIe siècle qui agrandit aussi l'espace. Le plafond est décoré de fresques, le pavement est en majolique, comme les deux scènes de chaque côté du maître-autel de marbre.
Il existe une autre église de Naples dédiée à l'Ecce Homo: l'église de l'Ecce Homo ai Banchi Nuovi.

## Source de la traduction
- (it) Cet article est partiellement ou en totalité issu de l’article de Wikipédia en italien intitulé « Chiesa dell'Ecce Homo al Cerriglio » (voir la liste des auteurs).